# Ravine Basse Vallée
La ravine Basse Vallée est une ravine de l'île de La Réunion, département d'outre-mer français dans le sud-ouest de l'océan Indien. Elle sépare les territoires communaux de Saint-Joseph  et Saint-Philippe en abritant un petit fleuve qui s'écoule du nord vers le sud du Piton de Bert jusqu'à la côte du Sud sauvage. Elle abrite le gîte de Basse Vallée, un refuge de montagne.